# Valentin Blatz
Valentin Blatz (Miltenberg, 1 de octubre de 1826 – Saint Paul, 26 de mayo de 1894) fue un cervecero y banquero germano-estadounidense.

## Trayectoria
Nació en Baviera y, en su juventud, trabajó en la cervecería de su padre. En agosto de 1848, Blatz emigró a Estados Unidos y en 1849 se mudó a Milwaukee, Wisconsin. 
En 1850, Blatz puso en marcha una cervecería junto a la City Brewery de Johann Braun, y dos años después, tras la muerte de Braun, fusionó ambas cervecerías. Se casó con la viuda de Braun. La cervecería produjo su primera cerveza de Milwaukee embotellada de forma independiente en 1874. En 1889 constituyó su empresa con la denominación Valentin Blatz Brewing Company y en la década de 1900 llegó a ser la tercera cervecera más grande de la ciudad. 
Participó activamente en varias asociaciones tales como la Orden independiente de Odd Fellows. Blatz era masón y miembro de Aurora Lodge No.30 en Milwaukee, Wisconsin.
 

Blatz murió en St. Paul, Minnesota, cuando regresaba a su hogar en Milwaukee de un viaje a California. Le sobrevivieron su esposa, tres hijos y dos hijas. Está enterrado en un enorme mausoleo familiar en el Forest Home Cemetery de Milwaukee. 

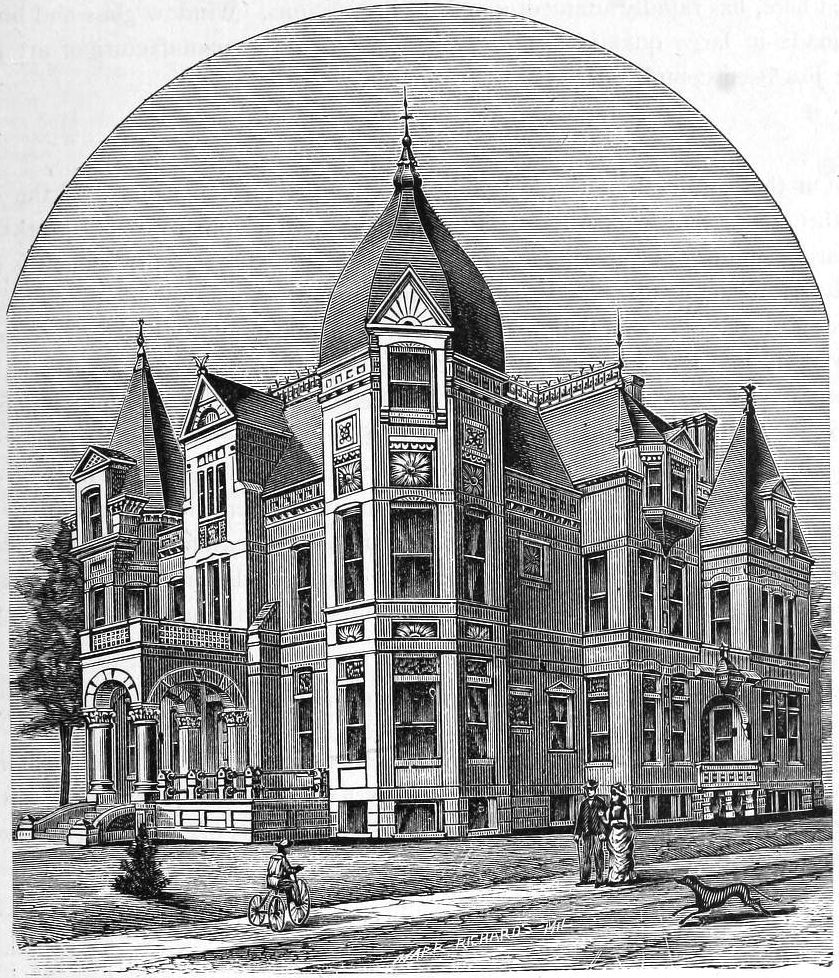
Casa de Valentin Blatz (grabado de 1886)
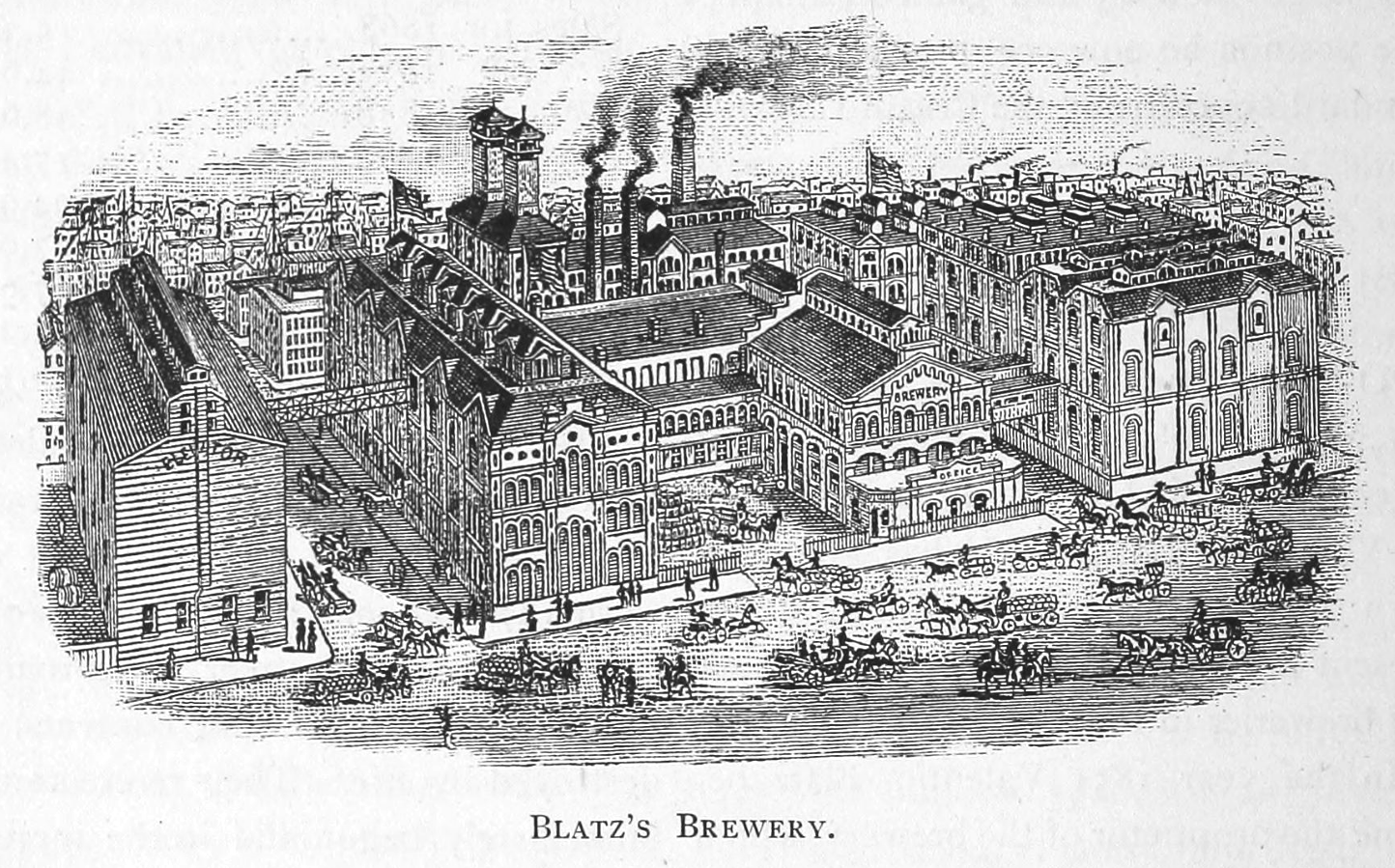
Cervecería Blatz (grabado de 1886)
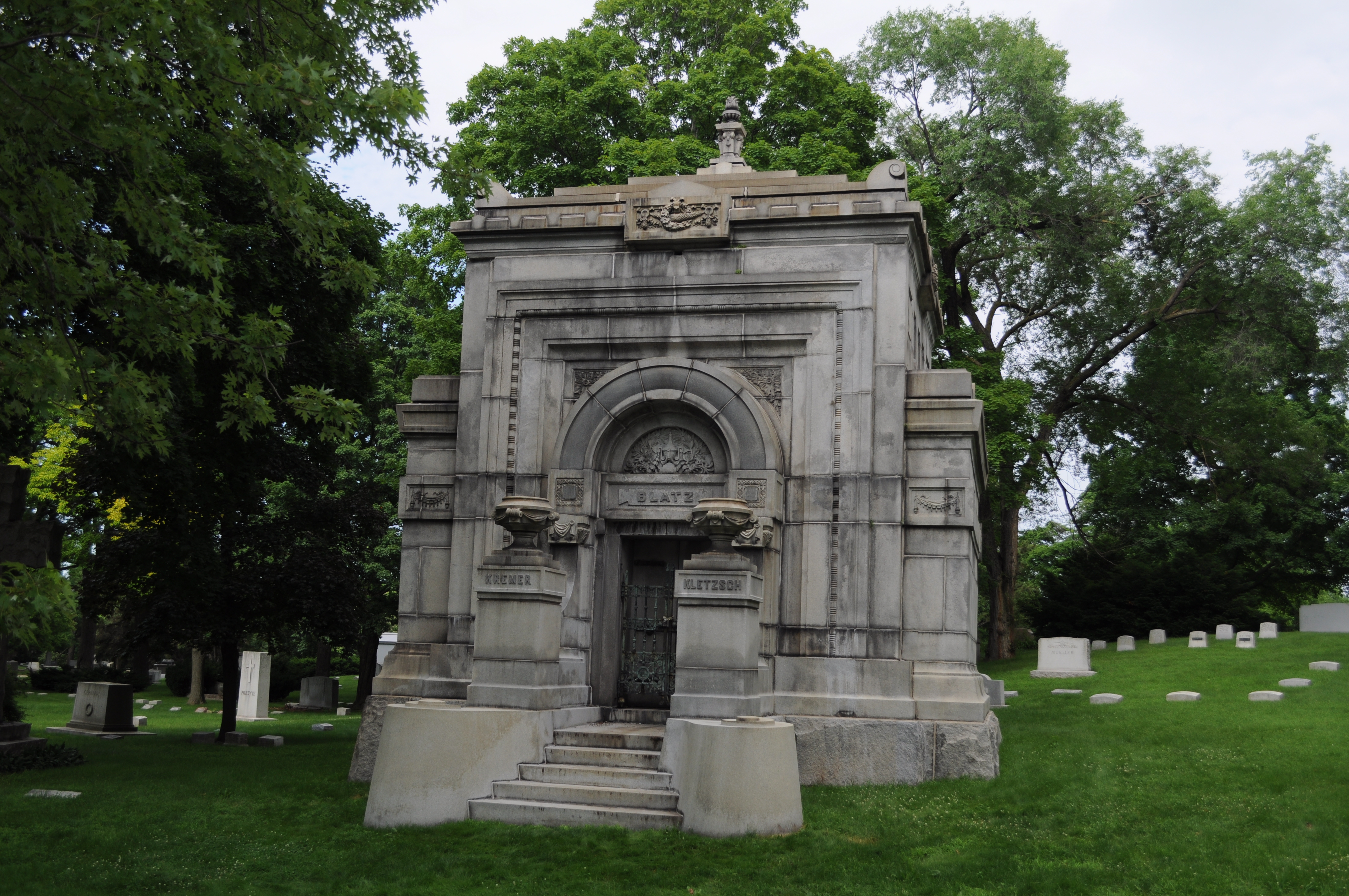
Mausoleo en el cementerio de Forest Home